# 萬榮郡
万荣郡，中国南北朝时设置的郡。
南朝梁大同二年（536年）置万荣郡，属万州。治所在永康县（今四川省达州市西北七十五里桥湾乡）。辖境相当今四川省达州市西北地及平昌县东南地。承圣二年（553年）被西魏占领。北周天和二年（567年）万荣郡为万州治。隋文帝开皇三年（583年）废万荣郡，永康县改属巴州。